# Сіджильмаса
Сіджильмаса (араб. سجلماسة,  бербер. ⵉⵙⴳⵍⵎⴰⵙⵏ Isgelmasen, фр. Sijilmassa) — середньовічне марокканське місто, важливий перевантажний пункт транссахарської торгової мережі на північному краю пустелі Сахара в Марокко. Руїни міста тягнуться на вісім кілометрів (5 миль) уздовж річки Зіз в оазі Тафілалет поблизу міста Ріссані. Історія міста відзначена кількома послідовними правліннями різних берберських династій.
До XIV століття місто слугувало початковою точкою західного трансахарського торгового шляху, що вів з Марокко до мусульманських імперій Сахелю — Гани і Малі і і було одним з найважливіших торгових центрів середньовічного Магрібу.

## Історія

### Передумови

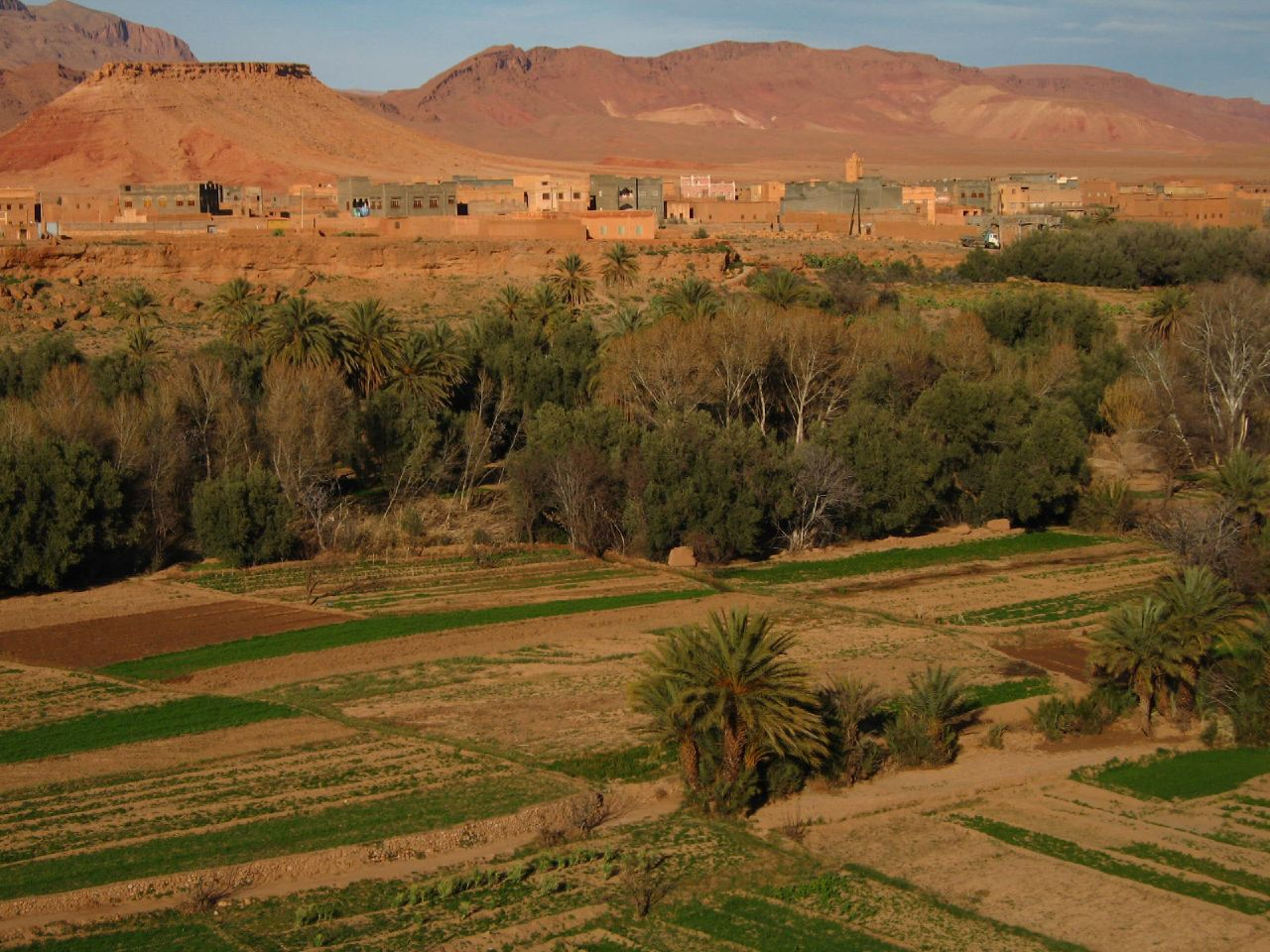
Оаза Тафілалет

Арабське завоювання території сучасного Марокко відбулося в 670 році під керівництвом Укби ібн Нафі, генерала династії дамаських Омеядів. Араби принесли в регіон свої звички, іслам і арабську мову, що швидко поширились серед берберів.
У середині VIII ст. серед низки південноберберських племен поширився суфризм, що разом із зростанням економічних утисків призвело в 740 р. до Берберського повстання і скинення влади Омеядів на території Марокко.
Одне з берберських племен — мекнаси, після повалення влади Омеядів заснувало у 750-х роках в оазі Тафілалет на краю пустелі Сахара місто Сіджильмасу, навколо якого 772 року було утворено власну державу — Сіджильмасський емірат.

### Заснування міста. Мідрариди

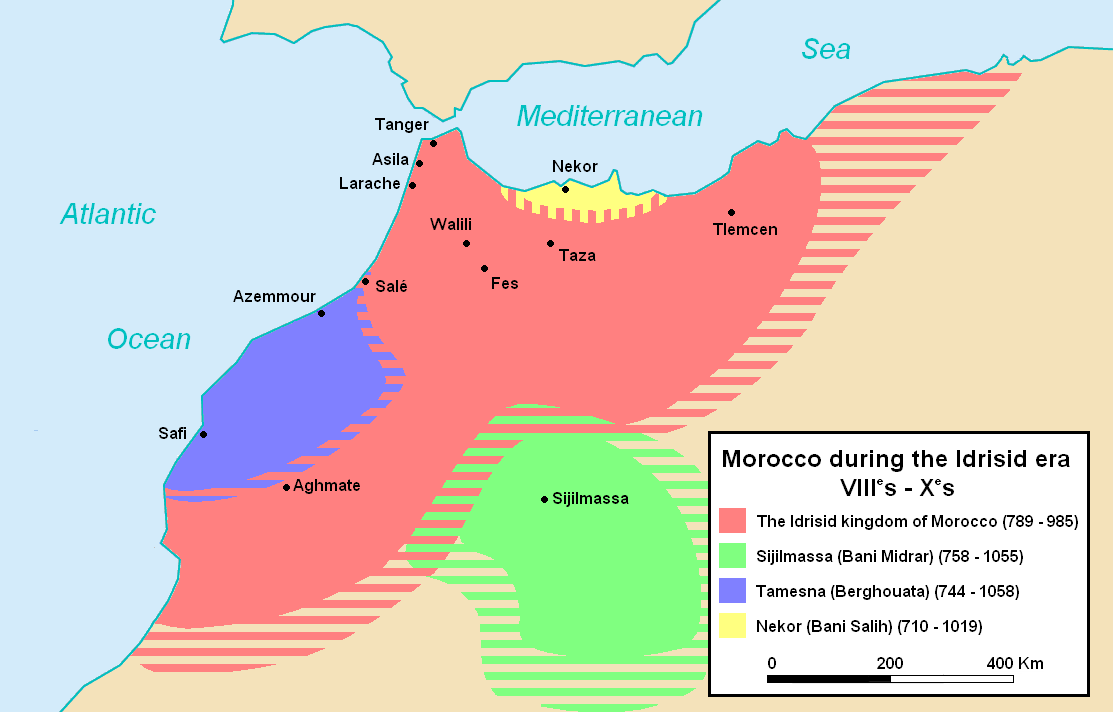
Ідрісідське Марокко та його сусіди (королівство Бені-Мідрар і емірат Сіджильмаса)

Згідно з «Книгою маршрутів та місць» аль-Бакрі, суфритські хариджити вперше оселились на цьому місті після повстання берберів проти Омеядів. Аль-Бакрі розповідає, що інші почали приєднуватись до цих перших поселенців, поки їх не стало налічуватись близько чотирьох тисяч, після чого вони заклали місто. Вони обрали лідера Ісу бен Мазида аль-Асвада (Чорного), який займався їхніми справами в перші кілька років після заснування міста. Однак, після 14 років правління його звинуватили в корупції і стратили. Лідером міста став Абу аль-Касім Самгу бін Васул аль-Мекнасі, очільник гілки племені Мекнаса. Цей Абу аль-Касім і його нащадки відомі як династія Мідраридів.
Арабський географ Ібн Хавкал відвідав Андалузію та Магриб між 947 і 951 роками. Згідно з повідомленням в його Кітаб Сурат аль-Ард, закінченим приблизно в 988 році, економічна потуга Сіджильмаси зросла завдяки зміні торгових шляхів. Свого часу торгівля між Єгиптом та Імперією Гана йшла прямим шляхом через пустелю, але через суворі умови, від цього шляху відмовились. Натомість каравани почали проходили через Магриб на захід до Сіджильмаси, а вже звідси прямували на південь і перетинали Сахару. Про економічне багатство Сіджильмаси свідчить історія Ібн Хавкала про вексель, виданий торговцю в Авдагусті на сорок дві тисячі динарів від іншого купця з Сіджильмаси. Ібн Хавкал пояснює, що він ніколи не чув про таку велику суму грошей за всі свої подорожі. Не тільки Ібн Хавкал був вражений обсягами торгівлі з Магрибом та Єгиптом, Аль-Масуді зазначив, що тут карбували гроші з золота, що надходило з Західного Судану.

### Дестабілізація в Х ст. Фатіміди і Маграви

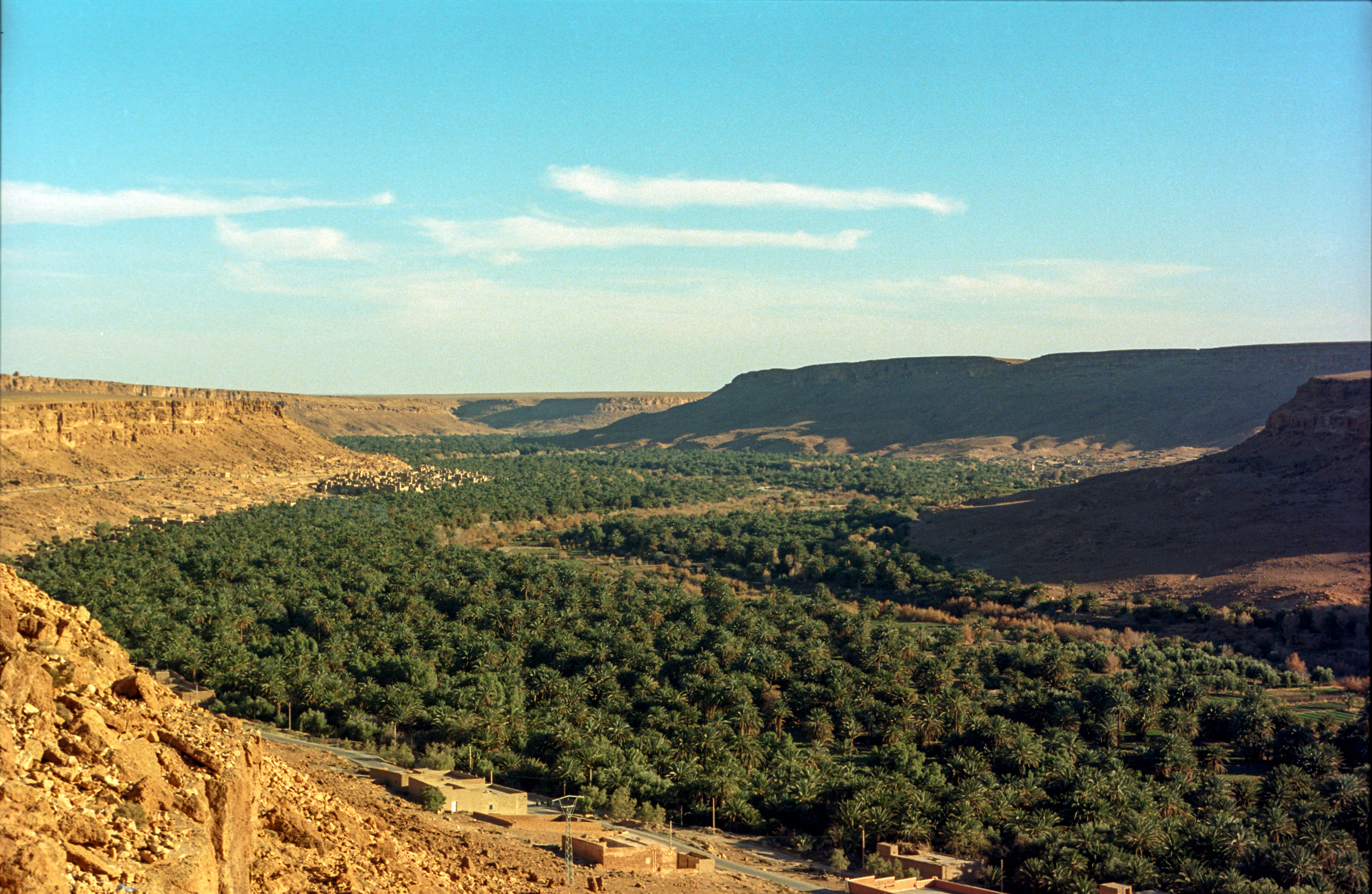
Долина річки Зізі

За династії Мідраридів, завдяки своєму багатству місто змогло відстояти свою незалежність як від влади багдадського Аббасидського халіфату (звільнились в 771 році) так і від влади сусідніх марокканських Ідрісидів з Фесу. Мінливі союзи з Кордовським халіфатом та Іфрикією призвели до дестабілізації міста в X столітті. Проблеми почались зі з'явою у Сіджильмасі Абдаллаха аль-Махді, майбутнього засновника династії Фатімідів. Аль-Махді разом із своїм сином аль-Каїмом втік з Месопотамії до Магрибу і прибув до Сіджильмаси в 905 році. Аль-Махді рятувався на території Марокко від переслідувань з боку Аббасидів, оскільки він належав до шиїтських ісмаїлітів, що загрожували самим засадам Аббасидського халіфату. Згідно з легендою, «прибуття Абдаллаха та його сина справдило пророцтво про те, що махді прибуде з Месопотамії до Сіджильмаси. Вони чотири роки ховалися в Сіджильмасі під покровительством місцевих мідраридів, зокрема принца Яси».

Торгові шляхи західної Сахари в середньовіччі. Золотоносні регіони позначені світлокоричневим кольором.

Син Абдаллаха аль-Каїм мав чудодійну силу і викликав появу неподалік міста джерела води. Свідком цього став місцевий єврей, який почав поширювати по всій Сіджильмасі слух про те, що Абдаллах збирається захопити місто. Приблизно в той самий час принц Яса, мідраридський правитель Сіджильмаси отримав лист від Аббасидів з Багдаду, в якому його закликали закрити кордони та застерігатись Абдаллаха. Яса був змушений ув'язнити людей, яким він раніше протегував. Слуга Абдаллаха втік до Кайруана, який на той час був оплотом ісмаілітів. Лідером ісмаїлітів в Іфрикії був фанатичний проповідник Абу Абдаллах аль-Шиї, який швидко зібрав армію, щоб врятувати свого одновірця. Дорогою до Сіджильмаси він підкорив Тагерт, сусідній оплот харіджітів-ібаді з династії Рустамідів. Іфрікійська армія прибула в оазу Тафілалет у другій половині 909 р. і взяла місто в облогу. Після того, як правителя Сільджимаси Ясу вбили в цьому чи наступному році, держава династії Мідрарідів розпочала довгий процес розпаду, що врешті-решт призвело до її захоплення берберами Маграва — васалами Кордовського халіфату.
У 979 році місто ненадовго було захоплено військами зірідської Іфрикії на чолі з Булуггіном ібн Зірі, який завдав поразки берберським племенам конфедерації зената (маграва, іфран, мазата, хавара) і змусив їх визнати зверхність Фатімідів (а фактично їх іфрикійських намісників Зірідів). В 980 році Булуггін повернувся в Іфрикію, але його загони до 983 року намагалися зберегти владу в Далекому Магрибі (Магриб аль-Акса).
Під Магравами, які з часом оголосили незалежність від Кордовського халіфату, місто зберегло свою роль торгового центру. Воно також стало центром для магравського уряду та вихідною базою для його кампаній проти інших племен у Марокко.

### XI-XII ст. Альморавіди і Альмохади
Після 60 років правління Магравів, старійшини Сіджильмаси звернулись до конфедерації берберів санхаджа, яка тільки починала перетворення в династію Альморавідів. За словами Аль-Бакрі, в 1055 році Абдалла ібн Ясін, духовний лідер руху Альморавідів, у відповідь на заклик старійшин привів свою армію в Сіджильмасу і стратив лідера Магравів Масуда ібн Ванудіна аль-Маграві. Альморавіди запровадили правила згідно з надзвичайно суворим тлумаченням ісламу, знищили музичні інструменти та закрили винні крамниці по всьому місту. Оскільки місто не раз бунтувало проти гарнізону альморавідів, Сіджильмаса стала їх першим завоюванням і залишалась під їх контролем до 1146 р., коли місто під свій контроль захопив халіфат Альмохадів. Під час правління Альморавідів Сіджильмаса підпала під централізовані структури управління Альморавідської імперії. Приблизно в цей час була збудована сусідня гірська фортеця Джебель Мудаввар.
Коли Альмохади захопили місто в середині XII століття, вони також скористалися багатствами, які приносила торгівля, що йшла через Сіджильмасу. Однак сувора філософія Альморавідів була з надлишком перевершена надзвичайно жорстокими практиками, що запроваджували Альмохади. Це завершилося різаниною більшості єврейського населення, що мешкало в Сіджильмасі.

### XIII-XIVст. Мариніди
Під час скинення династії Альмохадів конфедерацією берберів Зената на чолі з Маринідами, з 1274 року Сіджільмаса знову підпала під владу чергової берберської династії.
Марокканський мандрівник Ібн Баттута зупинявся в Сіджильмасі під час подорожі до Імперії Малі в 1352—1353 роках. Він писав: «Я дійшов до міста Сіджильмаса, дуже гарного міста. У ньому є багато фініків гарної якості. Місто Аль-Басра схоже з ним за кількістю фініків, але їх якісь в Сіджильмасі вища». Ібн Баттута також згадує Сіджильмасу, описуючи китайське місто Цюаньчжоу: «У цьому місті, як і в усіх містах Китаю, людські житла оточують сади і поля, як і в Сіджильмасі у нашій країні. Саме тому їх міста такі великі».

### Занепад і зруйнування міста
Наступна згадка про Сіджильмасу в збережених джерелах — від Лева Африканського, який, подорожуючи до Марокко на початку XVI століття, їде до оази Тафілальт і виявляє, що Сіджильмаса зруйнована. Він описав «надзвичайно величні і дуже високі стіни», які, вочевидь, ще стояли. Він продовжує описувати місто як «гарно збудоване», пишучи, що в місті було багато величних храмів та медресе, а також водяні колеса, які піднімали воду з річки Зіз. Лев Африканський розповідає, що з того часу, як місто було зруйновано, колишні мешканці переселились у віддалені села та фортеці. Він пробув у цій місцевості сім місяців, кажучи, що там помірний і приємний клімат. За словами Лева Африканського, місто було зруйноване, коли мешканці Сіджильмаси, вбили його останнього правителя, після чого населення було розпорошене по сільській місцевості. Ібн Халдун у своєму «Мукаддимах» говорить, що місто занепало через брак ресурсів. Лайтфут і Міллер посилаються на свої дослідження на місці: вони кажуть, що усна традиція, збережена в Тафілальті, говорить про те, що «Чорний султан», зловмисний диктатор, був скинутий населенням.
Місто було відбудовано у XVIII столітті за наказом султана Мулая Ісмаїла. Воно було завойоване і знову знищене кочовими племенами Айт-Атта в 1818 році. Сьогодні руїни Сіджильмаси, розташовані за пару кілометрів на північ від міста Ріссані, визнані Всесвітнім фондом пам'яток місцем, що перебуває під загрозою зникнення. Руїни середньовічної Сільджимаси взяті під охорону Міністерством культури Марокко.